# Böle (Falun)
Böle is een plaats in de gemeente Falun in het landschap Dalarna en de provincie Dalarnas län in Zweden. In 2000 had de plaats 53 inwoners en een oppervlakte van 21 hectare, in 2005 was het inwoneraantal tot onder de 50 gezakt en werd het niet meer genoteerd door het Zweeds bureau voor statistiek.